# مؤتمر الشيشان
مؤتمر الشيشان أو مؤتمر جروزني هو مؤتمر استضافته مدينة غروزني عاصمة جمهورية الشيشان يوم 25 أغسطس 2016م، تحت عنوان: «من هم أهل السنة والجماعة؟ بيان وتوصيف لمنهج أهل السنة والجماعة اعتقادًا وفقهًا وسلوكًا، وأثر الانحراف عنه على الواقع»، بحضور شيخ الأزهر الدكتور أحمد الطيب، وجمع من المفتين، وأكثر من مئتي عالم من علماء المسلمين من أنحاء العالم، تحت رعاية الرئيس الشيشاني رمضان أحمد قديروف. ويعتبر هذا المؤتمر حسب رأي مُنظِّميه: «نقطة تحول هامة لتصويب الانحراف الذي طال مفهوم» أهل السنة والجماعة«إثر محاولات اختطاف المتطرفين لهذا اللقب وقصره على أنفسهم وإخراج أهله منه».

## نتائج وتوصيات المؤتمر
استمر المؤتمر ثلاثة أيام من 25 إلى 27 أغسطس 2016م، وأصدر عدد من النتائج والتوصيات.

### نتائج المؤتمر
من أبرزها:
- أن أهل السنة والجماعة هم الأشاعرة والماتريدية، ومنهم أهل الحديث المفوضة في الاعتقاد، وأهل المذاهب الأربعة الحنفية والمالكية والشافعية والحنابلة في الفقه، وأهل التصوف الصافي علماً وأخلاقاً وتزكية على طريقة سيد الطائفة الإمام الجنيد ومن سار على نهجه من أئمة الهدى.
  - استدراك شيخ الأزهر: في يوم 18 نوفمبر / تشرين الثاني 2016، قال شيخ الأزهر "إن مؤتمر غروزني الخاص بتعريف من هم "أهل السنة"، "استُغل من قبل المتربصين بالأزهر"، وذكر أنه أنه غير مسؤول عن بيان المؤتمر الختامي الذي استثنى السلفية من قائمة المشمولين بصفة "أهل السنة"، وقال إنه وفقاً لـ"منهج التعليم بالأزهر الذي تربى عليه" فإن "السلفيين من جملة أهل السنة والجماعة."، وقال عن البيان الختامي "بل لم يكن وفد الأزهر الرسمي موجودًا في غروزني حين أعلن، ومن ثَمَّ فإن الأزهر غير مسئول عن هذا البيان، وما يُسأل عنه فقط هو الكلمة التي ألقاها شيخ الأزهر…من يتربص بالأزهر وبوحدة المسلمين يقول: يا أهل الحديث يا سلفية! شيخ الأزهر أخرجكم من أهل السنة والجماعة، لكن من يستمع إلى الفقرة التي جاءت بعد ذلك يأتيه الرد: ’تعلمنا في أبحاثنا بالدراسات العليا أن أهل السنة والجماعة هُم الأشاعرة والماتريدية، وأهل الحديث – وهم السلفيون- وأن فقهاء الحنفية والمالكية والشافعية والحنابلة، لم يخرجوا من عباءة هذا المذهب، كما يقول سلطان العلماء عز الدين بن عبد السلام..يا أهل السلف أنتم من جملة أهل السنة والجماعة، وهذا المفهوم بهذا العموم الذي يشمل علماء المسلمين وأئمتهم من المتكلمين والفقهاء والمحدثين وأهل التصوف والإرشاد، وأهل النحو واللغة، أكده قدماء الأشاعرة أنفسهم منذ البواكير الأولى لظهور هذا المصطلح بعد وفاة الإمام الأشعري، وهنا أؤكد أن مفهوم أهل السنة والجماعة ليس بقاصر على الأشاعرة والماتريدية فقط بل وأهل الحديث، وأهل التصوف والإرشاد المنضبطين بالكتاب والسنة، ولم نتوقف عند ذلك بل أضفنا إليهم الفقهاء، بل وعلماء النحو واللغة؛ لأن هذا الذي كان يشكل جمهور الأمة من مذهب أهل السنة والجماعة...أنا لا أجامل السلفيين حين أقول ذلك، ولكن مذهبي الأشعري هو الذي علمني هذا.".[4]
- للقرآن الكريم حرم يحيط به من العلوم الخادمة له، المساعدة على استنباط معانيه، وإدراك مقاصده، وتحويل آياته إلى حياة وحضارة، وآداب وفنون وأخلاق ورحمة، وإيمان وعمران، وإشاعة السلام والأمان في العالم، حتى ترى الشعوب والثقافات والحضارات المختلفة عيانًا أنّ هذا الدين رحمة للعالمين، وسعادة في الدنيا والآخرة.
- منهج أهل السنة والجماعة هو أجمعُ وأدق مناهج أهل الإسلام وأتقنها، وأشدها إحكامًا، وأكثرها عناية بانتقاء الكتب العلمية ومنهجيات التدريس.
- قامت المدارس العلمية المعبرة عن أهل السنة والجماعة عبر قرون كثيرة بتخريج مئات الألوف من العلماء والخريجين، الذين انتشروا في آفاق الدنيا من سيبيريا إلى نيجيريا، ومن طنجة إلى جاكرتا، وتولوا الرتب والمناصب المختلفة، مع الإفتاء والقضاء والتدريس والخطابة، فاستفاض بهم الأمان في المجتمعات، وأطفؤوا نيران الفتن والحروب، واستقرت بهم الأوطان، وانتشر بهم العلم والوعي الصحيح.
- ظل أهل السنة والجماعة عبر التاريخ يرصدون كل فكر منحرف، ويظهرون الإقدام والحزم في مواجهة مظاهر الانحراف، ويستخدمون أدوات العلوم الرصينة في التمحيص والتصويب، فكلما نشط منهجهم العلمي انحسرت أمواج التطرف، واستقام الأمر للأمة المحمدية لتتفرغ وتنصرف لصناعة الحضارة، فوجد العباقرة من علماء الإسلام، الذين أسهموا في الجبر والحساب، والطب، والصيدلة، وعلوم الحيوان والنبات، والجاذبية الأرضية، وعلوم النجوم والبيئة، وعلوم الصوتيات والبصريات، وغير ذلك من العلوم، وتلك ثمرات منهج أهل السنة والجماعة.[5]
- تكرر عبر التاريخ هبوب أمواج من الفكر المضطرب والمنحرف، الذي يدعي الانتساب إلى الوحي، ويتمرد على المنهج العلمي الصحيح ويريد تدميره، ويزعزع أمن الناس واستقرارهم، وكانت أولى تلك الموجات الضالة الضارة، الخوارج قديمًا، وصولًا إلى خوارج العصر الحديث من السلفية التكفيرية، وداعش ومن سار على نهجهم من التيارات المتطرفة والتنظيمات المسيَّسة التي يعدّ القاسم المشترك بينها هو التحريف الغالي والانتحال المبطل، والتأويل الجاهل للدين، مما ولَّدَ عشرات من المفاهيم المضطربة المغلوطة، والتأويلات الباطلة التي تناسل منها التكفير والتدمير، وإراقة الدماء والتخريب، وتشويه اسم الإسلام، والتسبب في محاربته والعدوان عليه، وهو ما استوجب انبراء العدول من حملة هذا الدين الحنيف لتبرئته من كل ذلك مصداقًا لقوله ﷺ في الحديث الصحيح: «يحمل هذا العلم من كل خلف عدوله، ينفون عنه تحريف الغالين، وانتحال المبطلين، وتأويل الجاهلين».[5]

### توصيات المؤتمر
وقد خلص المؤتمر أيضًا إلى عدة توصيات:
1. اعتماد كلمة شيخ الأزهر أحمد الطيب وثيقة أساسية للمؤتمر.
2. عودة مدارس العلم الكبرى للوعي بذاتها وتاريخها ومناهج تدريسها الأصيلة والعريقة، والرجوع إلى تدريس دوائر العلم المتكاملة، التي تصنع العلماء القادرين على الهداية، وعلى تفنيد مظاهر الانحراف الفكري، وعلى إشاعة العلم والأمان، وحفظ الأوطان.
3. رفع مستوى الاهتمام والعناية بتدريس كافة العلوم الإسلامية، وخاصة علمي أصول الفقه وعلم الكلام لضبط النظر وتصحيح الفكر وتفنيد مقولات التكفير والإلحاد.
4. ضرورة رفع مستوى التعاون بين المؤسسات العلمية العريقة كالأزهر الشريف، والقرويين والزيتونة وغيرها، ومراكز العلم والبحث فيما بينها ومع المؤسسات الدينية والعلمية في روسيا الإتحادية.
5. ضرورة افتتاح «منصات تعليمية» للتعليم عن بُعد لإشاعة العلم الآمن، حيثُ إنها تخدم الراغبين في العلم والمعرفة ممن يمنعهم عملهم من الانتظام في التعليم النظامي.
6. إنشاء قناة على مستوى روسيا توصل صورة الإسلام للمواطنين وتحارب التطرّف والإرهاب.
7. العناية والاهتمام الضروريان بقنوات التواصل الاجتماعي، وتخصيص ما يلزم من الطاقات والخبرات للحضور في تلك الوسائط حضورًا قويًا فاعلًا.
8. إنشاء مركز علمي بجمهورية الشيشان لرصد ودراسة الفرق المعاصرة ومفاهيمها، وتشكيل قاعدة بيانات موثقة تساعد على التفنيد والنقد العلمي للفكر المتطرف ومقولاته، ويقترح المؤتمرون أن يحمل هذا المركز اسم «تبصير».
9. توجيه النصح للحكومات بضرورة دعم المؤسسات الدينية والمحاضن القائمة على المنهج الوسطي المعتدل، والتحذير من خطر ما تقوم به بعض الحكومات من اللعب على سياسة الموازنات وضرب الخطاب الديني ببعضه، وأنه لا ينتج إلا مزيدًا من القلق في المجتمع، وتفتيتًا لصفه.
10. يوصي المؤتمر الحكومات بتشريع قوانين تُجرِّم نشرَ الكراهية والتحريض على الفتنة والاحتراب الداخلي والتعدي على المؤسسات.
11. يوصي المشاركون مؤسسات أهل السنة الكبرى، كالأزهر ونحوه، بتقديم المنح الدراسية للراغبين في دراسة العلوم الشرعية من المسلمين في روسيا.
12. يوصي المشاركون أن ينعقد هذا المؤتمر الهام بشكل دوري، لخدمة هذه الأهداف الجليلة، ومواكبة ما يستجد من تحديات ومواجهتها.
13. تكوين لجنة لمتابعة تنفيذ النتائج والتوصيات التي تضمنها هذا البيان.

## انتقادات
انتقد «الاتحاد العالمي لعلماء المسلمين» و«هيئة كبار العلماء في السعودية»، مخرجات «المؤتمر العالمي لعلماء المسلمين»، باعتباره دعوة للخلاف والفتنة. ووصف رئيس «الاتحاد العالمي لعلماء المسلمين» الدكتور يوسف القرضاوي في بيان له، المؤتمر بأنه «مؤتمر ضرار»، وقال: «أزعجني هذا المؤتمر بأهدافه وعنوانه، وطبيعة المدعوين إليه والمشاركين فيه، كما أزعج كل مخلص غيور من علماء الإسلام وأمته، فرأيت أن أصدق ما يوصف به أنه مؤتمر ضرار». وأضاف: «مؤتمر ينعقد برعاية رئيس الشيشان التابع لحكومة روسيا، في الوقت الذي تقتل فيه الطائرات والصواريخ الروسية إخواننا السوريين، وتزهق أرواحهم، وتدمر بيوتهم فوق رؤوسهم بدعوى محاربة الإرهاب، الذي هم صانعوه، وهم أحق بهذا الوصف، وهو أليق بهم».
وانتقد القرضاوي استبعاد بيان المؤتمر لأهل الحديث والسلفيين من أهل السنة، وقال: «جاء البيان الختامي للمؤتمر معبرا عن هوة سحيقة يحياها المؤتمرون والرعاة لهذا المؤتمر البائس، فبدلا من أن يسعى لتجميع أهل السنة والجماعة صفا واحدا أمام الفرق المنحرفة عن الإسلام، المؤيدة سياسيا من العالم، والمدعومة بالمال والسلاح، إذا به ينفي صفة أهل السنة عن أهل الحديث والسلفيين من (الوهابيين)، وهم مكون رئيسي من مكونات أهل السنة والجماعة؛ وكأنه قد كتب على أمتنا أن تظل في هذه الدائرة التي لا تنتهي، ينفي بعضنا بعضا، في الوقت الذي يتعاون فيها أعداؤنا، ومن هم خارجون عن ملتنا وعقيدتنا، ليوقعوا ببلاد المسلمين بلدا تلو أخرى». وأكد القرضاوي، أن «أمة الإسلام ـ وهم أهل السنة ـ هم كل من يؤمن بالله وكتابه ورسوله»، وقال: «من لا يقر ببدعة تكفيرية، ولا يخرج عن القرآن الكريم وعن السنة الصحيحة. وهم كل المسلمين إلا فئات قليلة، صدت عن سبيل الله».
وفي العاصمة السعودية الرياض حذرت الأمانة العامة لـ «هيئة كبار العلماء في السعودية» من الدعوات التي قالت بأنها «تهدف إلى إثارة النعرات وإذكاء العصبية بين الفرق الإسلامية». وأكدت الهيئة في بيان لها، تعليقًا على البيان الختامي للمؤتمر: «أن كل ما أوجب فتنة أو أورث فرقة فليس من الدين في شيء، وليس من نهج محمد صلى الله عليه وسلم في شيء».
وقد تكاثرت ردود السلفيين على بيان المؤتمر الختامي، الذي نص في إحدى فقراته على إخراج السلفيين من أهل السنة والجماعة، وكان من أشد تلك الردود اتهام المؤتمر بالمؤامرة، فهو «مؤتمر تآمري على العالم الإسلامي، وعلى المملكة العربية السعودية بشكل خاص» كما جاء في مقال للأكاديمي الشرعي السعودي محمد إبراهيم السعيدي. وهاجم السعيدي المؤتمر بأن «المؤشرات عديدة ومتوافرة على أن الهدف من هذا المؤتمر عكس ما أعلنوا عنه من جمع كلمة أهل السنة والجماعة، وتوحيدها في مواجهة الأخطار المحدقة بالعالم الإسلامي». ورأى السعيدي أن عقد المؤتمر «يقع ضمن العديد من التحركات الغربية لقتل كل مظاهر يقظة الشعوب الإسلامية إلى حقيقة دينها، وإعادة العقل المسلم إلى حظيرة الخرافة، وتسلط الأولياء المزعومين، وسدنة القبور، وعقيدة الجبر على حياة الناس وعباداتهم». وأضاف السعيدي: «ومن المؤشرات أيضا على البعد التآمري للمؤتمر: أنه يأتي ضمن سلسلة من المؤتمرات رعتها دولة الشيشان، كلها تهدف إلى تلميع التصوف وإلصاق التكفير والتطرف بالسلفية، وكان آخرها سنة 1435هـ تحت عنوان» التصوف آمان للإنسان واستقرار للأوطان"". ونوه السعيدي إلى أن «روسيا الاتحادية التي تستضيف هذا المؤتمر لتوحيد أهل السنة هي التي تنطلق طائراتها من إيران ومن أماكن أخرى لتضرب حلب وحماة وغوطة دمشق، لتجعل هذه البقاع السنية أثرا بعد عين، كما فعلت سابقا في غروزني، حيث يجتمع المؤتمرون، الذين لا يخفاهم أن الرئيس الشيشاني الذي يستقبلهم ويرحب بهم، كان هو ووالده أحمد قاديروف من أكبر المتعاونين مع الروس لتمكينهم من الانتصار على الحكومة الشيشانية المستقلة».

## بعض الأبحاث المقدمة في المؤتمر
- البيان الختامي.
- كلمة شيخ الأزهر أحمد الطيب.
- كلمة الأمير غازي بن محمد بن طلال.
- تعريف عام بأهل السنة والجماعة — د. سعيد فودة.
- الأشاعرة والماتريدية هم السواد الأعظم — د. سيف العصري.
- أهمية المذهبية الفقهية في الإعمال الأمثل لأحكام الشرع وبيان تهافت اللامذهبية — د. أحمد عبّادي.
- بيان وتوصيف منهج أهل السنة والجماعة اعتقاداً وفقهاً وسلوكاً — د. إدريس الفهري.
- ماهية التصوف — الحبيب عمر بن حفيظ.
- عقيدة المحدثين وصلتهم بالتصوف — د. أسامة الأزهري.
- آثار الخروج عن المنهج الأصيل لمنهج أهل السنة والجماعة على الواقع — الحبيب علي الجفري.

## وصلات خارجية
- الموقع الرسمي للمؤتمر
- مؤتمر لتعريف السنّة بالشيشان يستثني السلفيين ويثير الغضب بالسعودية - موقع CNN بالعربية.
- مؤتمر «أهل السنة» في الشيشان يطالب بخطوات جادة لصد جماعات الإرهاب - صحيفة الشرق الأوسط.